# Jekatierina Chramienkowa
Jekatierina Chramienkowa, ros. Екатерина Храменкова (ur. 16 października 1956) – białoruska lekkoatletka specjalizująca się w biegach długodystansowych. W czasie swojej kariery reprezentowała również Związek Socjalistycznych Republik Radzieckich.
Największy sukces na arenie międzynarodowej odniosła w 1986 r. w Stuttgarcie, zdobywając brązowy medal mistrzostw Europy w biegu maratońskim (z czasem 2:34,18, za Rosą Mota i Laurą Fogli). W 1987 r. zajęła VI miejsce w biegu maratońskim podczas mistrzostw świata w Rzymie (z czasem 2:34,23). W 1992 r. zwyciężyła w trzech biegach maratońskich: w Lizbonie, Madrycie oraz Walencji.
Dwukrotnie zdobyła tytuły mistrzyni Związku Radzieckiego, w biegu na 5000 metrów (1988) oraz w biegu maratońskim (1987).
Rekordy życiowe:
- bieg na 10 000 metrów – 31:42,02 – Kijów 02/08/1988 (rekord Białorusi)
- półmaraton – 1:16:21 – Lizbona 09/03/1997
- maraton – 2:28:20 – Mohylew 07/06/1987